# Parastacoidea
Super-famille
Les Parastacoidea sont une super-famille de crustacés décapodes de l'infra-ordre des Astacidea (écrevisses).

## Liste des familles
- Parastacidae Huxley, 1879